# 山内禎子
山内 禎子（やまうち さちこ、1885年〈明治18年〉6月27日 - 1966年〈昭和41年〉2月9日）は、日本の元皇族および元華族。山内豊景侯爵夫人。父は伏見宮貞愛親王、母は家女房の增山奈越子。旧名は、禎子女王（さちこじょおう）。皇籍離脱前の身位は女王で、皇室典範における敬称は殿下。豊景とは華族の中でも有数の美男美女カップルとされていた。

## 生涯
下田歌子や佐佐木高行らにより、皇太子嘉仁親王（後の大正天皇）の妃候補として高い評価を受け、1893年（明治26年）5月、皇太子妃に内定した。しかし当時は西洋にならった一夫一妻制の推進が求められる中、禎子女王の健康面が不安視され、1899年（明治32年）に肺病の疑いありとて、皇太子妃内定の内約が解かれた。
1901年（明治34年）4月6日、禎子女王は山内豊景侯爵に降嫁した。ともに妃候補で後に大正天皇の后となった貞明皇后との親交は絶えることなく続いたという。
1942年（昭和17年）に大日本婦人会が政府指導の下で設立され、会長職についた。大日本婦人会は同年、大政翼賛会の傘下に統合される。そのため、戦後、公職追放となる。
直心影流薙刀術の使い手であり、1930年（昭和5年）、宮中済寧館台覧試合で園部秀雄と共に薙刀の形を演武した。1955年（昭和30年）には全日本薙刀連盟の初代会長となった。1983年（昭和58年）、故人として高知県スポーツの殿堂に入る。

## 栄典
- 1909年（明治42年）9月17日 - オーストリア＝ハンガリー帝国エリザベス第一等勲章（英語版）[8]